# Estación Duggan
Duggan es una estación ferroviaria ubicada en la localidad del mismo nombre, partido de San Antonio de Areco, Provincia de Buenos Aires, Argentina.

## Servicios
En 1992, dejan de correr los trenes de pasajeros.  Actualmente es operada por el NCA (Nuevo Central Argentino) pero los trenes de cargas no corren. En la actualidad, la estación forma parte de una escuela agrotécnica.
Actualmente no posee tráfico de trenes de ningún tipo, aunque los "Amigos del Ramal Victoria - Pergamino" realizan tareas de preservación de la traza como desmalezamiento y mantenimiento de vías.

## Historia
En el año 1894 fue inaugurada la Estación Duggan, por parte del Ferrocarril Central Argentino, en el ramal Victoria-Pergamino.